# John Boulicault
John Said Boulicault (St. Louis, 27 de julho de 1906 — 11 de julho de 1985) foi um ciclista olímpico norte-americano. Representou sua nação em dois eventos nos Jogos Olímpicos de Verão de 1924, em Paris.